# 月上重火
《月上重火》（英語：And the Winner Is Love），是一部2020年中国大陆古装武俠剧，改编自君子以泽同名长篇武侠小说。由罗云熙、陈钰琪领衔主演，于2019年4月開機，2019年9月9日殺青。於2020年5月28日在优酷、爱奇艺及腾讯视频首播。

## 播出时间
| 频道     | 所在地   | 播出日期              | 播出时间                | 备注                                                    |
| -------- | -------- | --------------------- | ----------------------- | ------------------------------------------------------- |
| 騰訊視頻 | 中国大陆 | 2020年5月28日－7月5日 | 每周四至周日20点更新2集 | 会员抢先看8集 6月14日20点起， VIP享免费超前点播直通结局 |
| 爱奇艺   | 中国大陆 | 2020年5月28日－7月5日 | 每周四至周日20点更新2集 | 会员抢先看8集 6月14日20点起， VIP享免费超前点播直通结局 |
| 优酷     | 中国大陆 | 2020年5月28日－7月5日 | 每周四至周日20点更新2集 | 会员抢先看8集 6月14日20点起， VIP享免费超前点播直通结局 |

## 演员列表

### 主要角色
| 演員                | 角色           | 配音   | 介紹 |
| 羅雲熙 童年：任逸凡 | 上官透/ 虞楚之 | 邊江   | 月上主 當朝國師上官行舟之子，魯王妃同父異母之弟，喜歡重雪芝。生母白露生下他後便撒手人圜，從小被繼母欺壓，與姐姐魯王妃過著截然不同的幼年生活，之後被父親送到靈劍山莊習武卻又受盡欺負。雖然頂著國師之子的尊貴身分，但從來就得不到愛，花名在外也是他自己故意放出去的假名聲，直到遇見重雪芝，他才感受到溫暖，兩人終結為夫妻。 |
| 陳鈺琪 童年：俞馨妍 | 重雪芝         | 徐佳琦 | 重火宮少宮主 父親重燁因練功走火入魔，還誤殺了不少武林人士，所以重雪芝從小就背負著父親的罪過，被全武林罵作妖女，但她依然堅韌不屈，謹記小時候父親對她的教導，誓死要帶領重火宮重振名聲。重雪芝的二爹爹林暢然囑託上官透暗中保護重雪芝，兩人因此邂逅，在相處後喜歡上官透，並經多次誤會下又在一起，兩人結為夫妻。               |
| 邹廷威 童年：吳思辰 | 宇文穆遠       | 魏超   | 重火宮大護法 重火宮宇文長老的嫡孫、宇文玉磐之子，他和重雪芝從小青梅竹馬，喜歡重雪芝，始終守護著重雪芝，並幫她保住重火宮主的位置。后嫉妒上官透夺其所爱投靠鲁王背叛重火宫被重雪芝逐出重火宫，實則和上官透合謀推翻魯王，後為完成計劃遭亂箭射死。                                                                             |
| 田依桐              | 林奉紫         | 張喆   | 靈劍山莊千金 一直以来认为自己喜欢上官透，童年時被师父原双双诱导设计上官透，導致上官透被逐出靈劍山莊。後與夏輕眉成親，並懷有身孕。 |

### 重火宮
| 演員                | 角色     | 配音   | 介紹 |              |              |              |
| 陳鈺琪 少年：俞馨妍 | 重雪芝   | 徐佳琦 | 參見主要角色 | 參見主要角色 | 參見主要角色 | 參見主要角色 |
| 李宗翰              | 重燁     |        | 重火宮前宮主 重雪芝之父，練武走火入魔，被武林唾棄。因為宇文玉磐為救自己而死，又對自己的所做所為感到愧疚，自殺而死。 |              |              |              |
| 马茜 童年：何亮歐   | 琉璃     | 曾夢玉 | 重火宮護法 白蕓師太之女，上官透之表妹，医术高明，且善用毒药，真實身份是峨嵋派弟子。於幼年時期被慈忍師太以白蕓師太作為人質威迫她在重火宮當臥底。於峨嵋派與華山派圍剿重火宮時候被慈忍師太殺死。                                                                                |              |              |              |
| 韩烨                | 朱砂     | 劉曼   | 重火宮護法 心直口快，嫉恶如仇，有着敏锐的判断力和潇洒的做派，對重雪芝忠誠，在保护重雪芝的过程中，从来不计较任何得失。與砗磲互有好感結為連理。最後成為重火宮宮主。 |              |              |              |
| 米娜 童年：賀楚清   | 海棠     | 路熙然 | 重火宮護法 因想念孿生妹妹烟荷而被宇文長老利用殺害重雪芝，而後亦遭其殺害。 |              |              |              |
| 郑伊鸣              | 砗磲     | 凌飛   | 重火宮護法 喜歡朱砂。 |              |              |              |
| 王堯                | 宇文中嵩 | 湯水雨 | 重火宮長老 宇文穆遠的爺爺，因重燁宮主殺了兒子而懷恨在心，用盡心機暗算重雪芝，為的讓孫子宇文穆遠登上重火宮宮主之位。重火宮被操家時上吊自殺。 |              |              |              |
| 吳利華              | 尉遲樺恒 |        | 重火宮長老 |              |              |              |
| 史迪文              | 咕咕     | 江川   | 是個孤兒，善於畫畫，後被上官透帶回，由重火宮收留做弟子，後送洪聲返回重火宮路途，死於余萬箭下。 |              |              |              |
| 田鋒                | 洪聲     | 楊默   | 以前為重火宮之人，為了習得連神九世，離開重火宮隱藏於甪端寺，盜取連神九世，殺害王尹涯，嫁禍於重火宮，並設局讓江湖眾人認為是重雪芝將蓮神九世燒毀，後被宇文穆遠與方丈設局將其捉拿，廢除武功，返回重火宮路途差點死命，而後得夏輕眉獲救，將連神九世教導於他。後被夏輕眉所殺。 |              |              |              |
| 崔鵬                | 宇文玉磐 |        | 宇文穆遠的父親，犧牲自己來解救重燁的人性。 |              |              |              |

### 月上谷
| 演員                | 角色           | 配音   | 介紹                                                                 |              |              |              |
| 羅雲熙 少年：任逸凡 | 上官透/ 虞楚之 | 邊江   | 參見主要角色                                                         | 參見主要角色 | 參見主要角色 | 參見主要角色 |
| 左曉龍              | 無命           | DK     | 月上谷暗侍 對上官透忠心不二，長年左右在他的身邊。                    |              |              |              |
| 鄭媛元              | 白露           |        | 上官透的生母，白師太的親姊姊。                                       |              |              |              |
| 顏景瑤 童年：范奇   | 白蕓師太         | 劉芊含 | 白露的親妹妹，上官透的阿姨，琉璃之母，将上官透的身世告知于他后身亡。 |              |              |              |

### 靈劍山莊
| 演員   | 角色   | 配音     | 介紹 |                |                |                |
| 田依桐 | 林奉紫 |          | 參見主要角色。 | 參見主要角色。 | 參見主要角色。 | 參見主要角色。 |
| 趙文浩 | 夏輕眉 | 陳張太康 | 灵剑山庄大弟子 從小就喜歡林奉紫，自尊心极强。救了洪声，學習蓮神九式。被趕出靈劍山莊。L因服下薛烈送的九转麒麟丹炼成第九式走火入魔，情绪经常失控。为薛烈办事，滥杀无辜。以為自己殺了奉紫，後自殺身亡。 |                |                |                |
| 夏添   | 林縱星 | 張磊     | 前王爺，現為灵剑山庄莊主 林奉紫之父，林暢然之兄。 |                |                |                |

### 皇宮
| 演員   | 角色     | 配音   | 介紹 |                |                |                |
| 權沛倫 | 薛烈     | 刘思岑 | 魯王 為了統治武林，傷害重火宮。誣陷上官行舟而亡。最後曝光被國家處理。                                                           |                |                |                |
| 張竣傑 | 林暢然   | 趙毅   | 重燁摯交，上官透的救命恩人，重雪芝的二爹爹，林縱星之弟，魯王之王叔。將畢生一半內力傳給上官透。                                  |                |                |                |
| 夏添   | 林縱星   | 張磊   | 參見靈劍山莊。 | 參見靈劍山莊。 | 參見靈劍山莊。 | 參見靈劍山莊。 |
| 赵毅新 | 薛信     | 常文濤 | 太子 暗中幫助上官透。 |                |                |                |
| 鲍天琦 | 上官箏   | 白雪岑 | 魯王妃 上官透同父異母的姐姐，她温柔善良，皎洁如月光，和弟弟上官透一直手足情深。懷有身孕。因薛烈殺死了自己的父親，所以自殺身亡。 |                |                |                |
| 李亞天 | 上官行舟 | 劉琮   | 當朝國師宰輔 上官透、上官箏之父，薛烈之岳父，拜官正一品。後遭魯王誣陷，處以絞刑。                                               |                |                |                |
| 盧慶輝 | 魯王謀士 |        | |                |                |                |
| 趙永占 | 魯王特使 |        | |                |                |                |

### 華山派
| 演員   | 角色 | 配音   | 介紹                                               |                  |                  |                  |
| 孫正霖 | 豐城 | 王凱   | 華山派掌門，豐漠之父，豐涉的生父。被宇文穆遠殺死。 |                  |                  |                  |
| 潘易澤 | 豐涉 | 邵彤   | 參見玄天鴻靈觀。                                   | 參見玄天鴻靈觀。 | 參見玄天鴻靈觀。 | 參見玄天鴻靈觀。 |
| 聶聞遠 | 豐漠 | 史澤鯤 | 豐城的長子。                                       |                  |                  |                  |

### 玄天鴻靈觀
| 演員   | 角色   | 配音 | 介紹 |
| 戴戴   | 滿非月 | 楊潔 | 玄天鴻靈觀掌門，善於制毒，接生豐涉後收於門下，製造毒蜈蚣散播疫情殘害百姓，後死於煉毒房箭下。                                                                            |
| 潘易澤 | 豐涉   | 邵彤 | 玄天鴻靈觀大弟子，華山派掌門豐城私生子 在玄天鴻靈觀被重雪芝救下後隨其回到重火宮，之後回到華山派。渴望親情，卻被豐城一再利用。為人仗義，喜歡重雪芝，後為救其被豐城殺害。 |

### 雪燕教
| 演員   | 角色   | 配音   | 介紹                                 |
| 戴笑盈 | 原雙雙 | 閻萌萌 | 林奉紫的師父，雪燕教教主，傾慕豐城。 |

### 峨嵋派
| 演員   | 角色     | 配音   | 介紹         |
| 周小飛 | 慈忍師太 | 李金豔 | 峨嵋派掌門。 |

### 銀鞭門
| 演員   | 角色   | 配音 | 介紹                     |
| 楊丑蟾 | 王尹涯 |      | 銀鞭門掌門。被洪聲所殺。 |
| 李寶兒 | 符一涯 |      | 銀鞭門掌門前師弟。       |

### 其他
| 演員   | 角色     | 配音   | 介紹           |
| 牟凤彬 | 殷賜     | 劉若般 | 药王。         |
| 黃小戈 | 裘紅袖   | 邱秋   | 仙山英洲老闆。 |
| 左立   | 仲濤     | 北辰   |                |
| 成城   | 星儀道長 | 栾立勝 |                |
| 周鋼   | 釋炎     | 張聞天 |                |
| 袁心冉 | 燕子花   |        |                |
| 朱賀   | 譚燚     |        |                |
| 譚天銘 | 鐵逍     |        |                |
| 余釩霆 | 白木林   |        |                |
| 岳春雨 | 提刑官   |        |                |
| 彭玉麟 | 小英     |        |                |
| 王一晴 | 芳月     |        |                |
| 陳紫怡 | 小翠     |        |                |
| 姜昊   | 何其亮   |        |                |
| 張野   | 梁恨水   |        |                |
| 侯馬超 | 錢明一   |        |                |
| 梁金程 | 無缺     |        |                |
| 張振華 | 關鵬     |        |                |

## 电视剧歌曲
| 曲序 | 曲目             |              | 作曲    | 编曲    | 演唱         |
| ---- | ---------------- | ------------ | ------- | ------- | ------------ |
| 1.   | 莫测（片頭曲）   | 潇彬         | 陆虎    | 余威    | 陆虎         |
| 2.   | 緣落（片尾曲）   | 陆虎、李清照 | 陆虎    | 余威    | 周深、陆虎   |
| 3.   | 緣起（插曲）     | 吳劍中       | 陆虎    | 余威    | 罗云熙       |
| 4.   | 如故（插曲）     | 商连         | Mzf小慕 | Mzf小慕 | 慕寒         |
| 5.   | 一梦情深（插曲） | 青彦         | 苏晴    | 佟璐    | 银临、王敬轩 |

## 奖项与荣誉
| 年份 | 颁奖机构         | 奖项             | 结果 |
| 2020 | 新浪文娱风云盛典 | 十大影视剧领跑者 | 獲獎 |